# Мунц Мартина
Мартина Мунц (нім. Martina Munz; нар. 26 грудня 1955, Цюрих, Швейцарія) — швейцарська політик, член Соціал-демократичної партії Швейцарії, депутатка Національної ради Федеральних зборів Швейцарії з 2013 року.

## Біографія
Входить до Національної ради з 9 вересня 2013 року, коли зайняла місце Ганса-Юрга Фера, який пішов у відставку. З того часу двічі переобиралася. В рамках парламентської роботи є членом комісії з правових питань Національної ради.
Згідно з власними заявами, Мунц вступила в Соціал-демократичну партію Швейцарії в 1993 році. Є членом кантональною ради кантону Шаффхаузен з січня 2000 року, а з березня 2009 року і керівницею відділення Соціал-демократичної партії Швейцарії в кантоні. 28 червня 2016 року була обрана президентом Швейцарського вільного альянсу за генетично немодифіковані продукти.
Мунц здобула освіту в галузі сільського господарства в Федеральної вищої технічної школі Цюриха і є викладачкою професійної школи.
Одружена, виховує чотирьох дітей. Живе в комуні Галлау кантону Шаффгаузен.
4 лютого 2021 року взяла шефство над Юлією Слуцькою, засновницею «Press Club Belarus» і білоруської політичної ув'язненої. 28 вересня 2021 року стала патроном Олени Толкачьової, журналістки «TUT.BY» і політбранкою.